# Любимовский сельский совет (Нововоронцовский район)
Любимовский сельский совет (укр. Любимівська сільська рада) — входит в состав
Нововоронцовского района
Херсонской области
Украины.
Административный центр сельского совета находится в 
с. Любимовка.

## История
- 1976 — дата образования.

## Населённые пункты совета
- с. Любимовка